# روبرت كينت غوش
روبرت كينت غوش (بالإنجليزية: Robert Kent Gooch)‏ هو لاعب كرة قدم أمريكية أمريكي، ولد في 26 سبتمبر 1893 في روانوك في الولايات المتحدة، وتوفي في 22 مايو 1982.